# Antonio Zannetti
Antonio Zannetti, anche noto come Nino Zannetti ed, erroneamente, come Nino Zanetti (Civitella di Romagna, 31 marzo 1912 – Littoria, 18 marzo 1941), è stato un aviatore e militare italiano, appartenente alla specialità bombardamento della Regia Aeronautica, che partecipò alla guerra d'Etiopia, alla guerra civile spagnola e alla seconda guerra mondiale. Decorato con Medaglia d'oro al valore aeronautico alla memoria e sei Medaglie d'argento e una di bronzo al valor militare.

## Biografia
Nino Zannetti nacque a Civitella di Romagna il 31 marzo 1912, figlio di Giuseppe, di professione decoratore, e Clara Rolli Fantini.; insieme a lui nacque il suo fratello gemello Guido "Ido".
Durante l'adolescenza i due gemelli si rivelarono ragazzi esuberanti, interessati più allo sport e al gioco che allo studio, e per questo la famiglia decise di mandarli per due anni presso il collegio "Domengé-Rossi" di Firenze. Terminarono entrambi gli studi presso il Liceo scientifico "Alfredo Oriani" di Ravenna, dove nel 1932 conseguirono il diploma di maturità. La passione per lo sport e per l'avventura portò i due gemelli ad appassionarsi al volo, e prima ancora di completare gli studi presentarono domanda per l'arruolamento volontario nella Regia Aeronautica. Superate le prove, nell'ottobre dello stesso anno vennero ammessi al Corso Marte della Regia Accademia Aeronautica di Caserta. In occasione della prima licenza trascorsero alcuni giorni di vacanza a Sestriere dove ebbero modo di conoscere il principe ereditario Umberto di Savoia.
Conseguì il brevetto A da aliantista il 6 agosto 1933 e tre giorni dopo il brevetto B, venendo nominato pilota di aeroplano il 28 gennaio 1935 e pilota militare il 5 luglio dello stesso anno, volando su velivolo Ansaldo A.300. Dopo la nomina a sottotenente pilota fu destinato a prestare servizio presso l'8º Stormo Bombardamento Terrestre di Poggio Renatico.
Dal novembre 1935 fu destinato a operare in Africa orientale, nella operazioni contro l'Etiopia. Imbarcatosi a Napoli raggiunse Mogadiscio il giorno 20 dello stesso mese, assegnato alle forze aeree di stanza in Somalia, dove divenne Aiutante maggiore del generale Ettore Faccenda, comandante del Comando settore aeronautico sud. Il 16 aprile 1936 ricevette la promozione al grado di tenente.
Tornato in Patria l'11 ottobre 1937 per godersi una lunga licenza dopo il servizio reso. Deciso a raggiungere il fratello Ido in Spagna, presentò domanda per essere trasferito in quel settore. La sua domanda fu accettata e il 18 marzo 1938 partì per la Spagna, assegnato alla 280ª Squadriglia del XXIX Gruppo Bombardamento Veloce equipaggiata con velivoli Savoia-Marchetti S.79 Sparviero su cui non aveva mai volato. Dopo un breve periodo di ambientamento, favorito dal fatto di volare sistematicamente insieme al colonnello Aleardo Martire (comandante del 111º Stormo), al tenente colonnello Renato Poli (comandante del XXIX Gruppo) e al capitano Ildebrando Ercolani (comandante della 280ª Squadriglia) riuscì in breve tempo a padroneggiare perfettamente il nuovo velivolo.
Il 5 maggio ebbe modo di incontrare il fratello Ido a Saragozza, e con lui il 26 giugno effettuò una missione bellica volando sullo stesso velivolo S.79 nel settore di Castellón de la Plana. Nel mese di luglio il capitano Ercolani lo propose per una promozione ma la Commissione superiore di avanzamento non concesse l'autorizzazione, in quanto non aveva ancora maturato i previsti cinque mesi in zona di guerra richiesti come requisito. Il 1º novembre il fratello Ido non rientrò alla base dopo aver compiuto una crociera di interdizione tra Flix e Mora de Ebro alla testa di una formazione di otto caccia Fiat C.R.32. Con l'apparecchio in preda alle fiamme, Ido si era lanciato con il paracadute finendo in territorio controllato dal nemico, venendo catturato e portato all'ospedale Platón di Barcellona dove morì a causa delle ustioni e delle ferite riportate.
Dovendo informare la famiglia dell'accaduto, diede dapprima la notizia del fratello fatto prigioniero e poi della sua possibile morte. Rimpatriato il 12 gennaio 1939, inoltrò subito domanda per poter tornare in Spagna e proseguire le ricerche, rientrando in terra iberica il 25 febbraio, con la promozione a capitano per merito di guerra ottenuta il 20 marzo, per divenire istruttore presso l'Escuela de Caza dell'Aviación Nacional, dapprima a Villanubla e poi a Reus.
Accompagnato dal cappellano militare don Nicola Stardero alternò l'attività di istruttore con la raccolta di notizie sulla sorte del fratello, ricercando eventuali testimoni, e compiendo viaggi in zone e paesi sconvolti dalla guerra.
Rientrato in Italia, ritornò nuovamente in Spagna come istruttore per un periodo che va dal 10 marzo alla fine di agosto. Ritornò definitivamente in Italia il 5 settembre 1939, assegnato al 52º Stormo Caccia Terrestre sulla base di Mirafiori.
Poco prima dell'entrata in guerra del Regno d'Italia, il 1º giugno 1940 tornò alla specialità bombardamento, assegnato come comandante alla 204ª Squadriglia del 41º Gruppo Autonomo Bombardamento Terrestre del maggiore Ettore Muti. Tale reparto era di stanza all'aeroporto di Ciampino Nord e prese parte alla breve campagna contro la Francia, trasferendosi dalla metà di luglio sull'aeroporto di Gadurrà a Rodi, operando sul Mediterraneo orientale. Con un velivolo CANT Z.1007bis Alcione il 20 settembre compì una ricognizione strategica sul porto di Alessandria d'Egitto, dimostrando abilità di pilotaggio fuori dalla norma. Partecipò successivamente a raid offensivi a lungo raggio che portarono i bombardieri Savoia-Marchetti S.M.82 Marsupiale su obiettivi lontanissimi, fino a colpire le raffinerie di Haifa (22 settembre) e sulle isole Bahrein (18-19 ottobre).
Il 20 gennaio 1941 il reparto rientrò in Italia per convertirsi alla specialità aerosiluranti, abbandonando i CANT Z.1007bis sull'aeroporto di Brindisi in Puglia per raggiungere Littoria, dove si riequipaggiò con i nuovi trimotori Savoia-Marchetti S.M.84. Come comandante della 204ª Squadriglia ottenne l'abilitazione al pilotaggio del nuovo velivolo il 10 febbraio e proseguì nell'addestramento all'impiego come aerosilurante dell'S.M.84. Il 18 marzo decollò dall'aeroporto di Littoria alle 01:00 per effettuare un volo di addestramento notturno, ma dieci minuti dopo, mentre tornava al campo d'aviazione, l'aereo che volava a pochi metri di quota urtò con l'ala un albero alto circa tre metri sul ciglio della via Appia. Il velivolo precipitò al suolo e si incendiò con la perdita di tutto l'equipaggio. Alla memoria gli fu conferita la Medaglia d'oro al valore aeronautico. A quell'epoca il suo medagliere contava sei Medaglie d'argento e una di bronzo al valor militare, due Croci al Merito di Guerra, una promozione per merito di guerra e svariate decorazioni spagnole.
La sezione dell'Associazione Arma Aeronautica di Forlì è intitolata ai fratelli Nino e Ido Zannetti.

### Annotazioni
1. ↑  Tra i gemelli e il principe nascerà un rapporto speciale fatto di cameratismo e di simpatia.
2. ↑  Durante il periodo di servizio in Africa Orientale Italiana compì, dapprima come puntatore e poi come capo equipaggio e capo formazione, centinaia di azioni belliche volando su velivoli Caproni Ca.133 e Savoia-Marchetti S.M.81 "Pipistrello", per un totale di oltre 500 ore di volo su territorio ostile.
3. ↑  Alla domanda di trasferimento associò anche incessanti richieste orali presso i suoi superiori.
4. ↑  Il 28 ottobre 1938 ebbe anche occasione di volare in una missione bellica nel settore di Tarragona insieme con il generale Francesco Pricolo, durante la sua visita in Spagna.
5. ↑  Durante i suoi viaggi ricostruì le vicende e trovò conferma della cattura o della morte di altri piloti italiani dati per dispersi. Dei piloti Otello Tessitore e Arnaldo Moro contribuì a recuperare le salme, ma del fratello non trovò nessuna traccia o fonte diversa da quelle ufficiali già conosciute. Fu costretto ad arrendersi all'evidenza che Ido era morto l'8 dicembre in un ospedale di Barcellona e che del corpo e dell'eventuale sepoltura, a causa degli avvenimenti accaduti durante la conquista della città da parte dei nazionalisti, si era persa ogni traccia.
6. ↑  Durante questo periodo trascorso presso la Scuola caccia eseguì 247 voli addestrativi per un totale di quasi 90 ore di volo.
7. ↑  In realtà sull'aeroporto di Mirafiori svolse per un certo periodo le funzioni di Aiutante di campo del principe Umberto di Savoia.
8. ↑  I documenti ufficiali dell'epoca sono parchi di notizie sull'accaduto e il fascicolo conservato presso l'Archivio Centrale dello Stato non riporta neanche i nomi degli altri membri dell'equipaggio. Da alcune ricerche effettuate sembra che a bordo del velivolo oltre a Zannetti vi fosse solamente il copilota, tenente Aurelio Gasparetti, e che tale riserbo, con ogni probabilità, fosse dovuto al fatto che l'S.M.84 era ancora un aereo in fase di sperimentazione.

### Fonti
1. 1 2 3 4  Emiliani 2013, p. 30.
2. ↑  Ufficio Storico dell'Aeronautica Militare 1969, p. 115.
3. 1 2 3 4 5 6 7 8 9  Emiliani 2012, p. 18.
4. 1 2  Emiliani 2013, p. 32.
5. 1 2 3 4 5 6 7 8 9 10 11 12 13 14 15 16 17 18 19 20  Emiliani 2012, p. 19.
6. ↑  Emiliani 2013, p. 33.
7. ↑  Emiliani 2013, p. 34.
8. ↑  Emiliani 2013, p. 35.
9. ↑  Emiliani 2013, p. 36.
10. 1 2 3 4  Petacco 2002, p. 137.
11. 1 2  Petacco 2002, p. 136.
12. ↑  Emiliani 2013, p. 37.
13. 1 2 3 4 5 6  Brotzu, Caso, Cosolo 1973, p. 84.
14. 1 2 3 4 5 6  Emiliani 2012, p. 20.
15. ↑  Associazione Arma Aeronautica - Sez. di Forlì
16. ↑  Bollettino Ufficiale 1941, disp.34, pag.1341.